# 奥芬海姆
奥芬海姆是德国莱茵兰-普法尔茨州的一个市镇。总面积13.88平方公里，总人口595人，其中男性300人，女性295人（2011年12月31日），人口密度43人/平方公里。